# Stanisław Chaciński
Stanisław Ryszard „Rysiek” Chaciński (ur. 3 kwietnia 1936 w Sokołowie Podlaskim, zm. 12 października 1990 w Opolu) – poeta, prozaik, reportażysta. Pseudonimy: Chat, Chata, Jerzy Jordan, Stacha.

## Życiorys

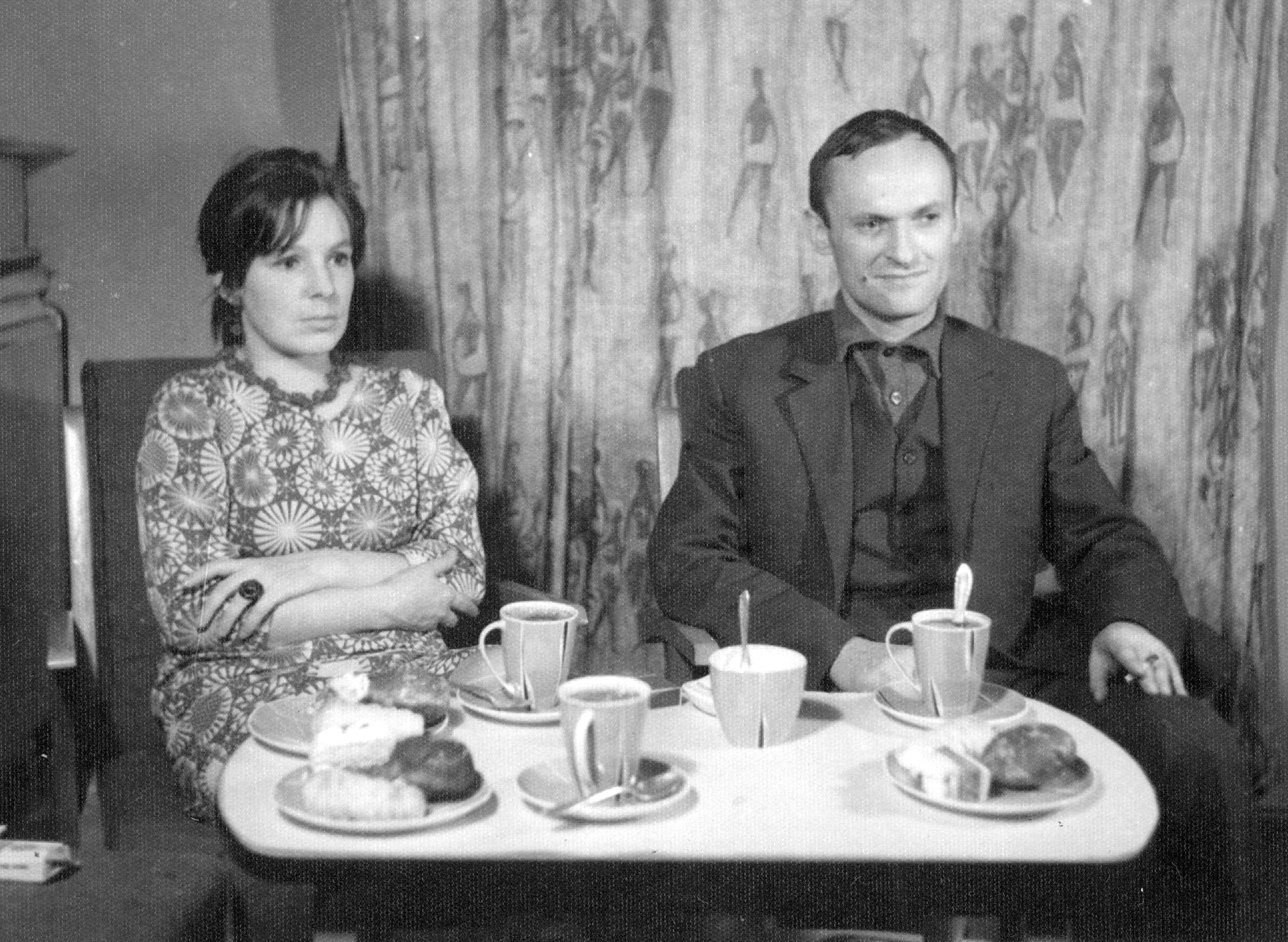
Stanisław Ryszard Chaciński z pierwszą żoną, rok 1967

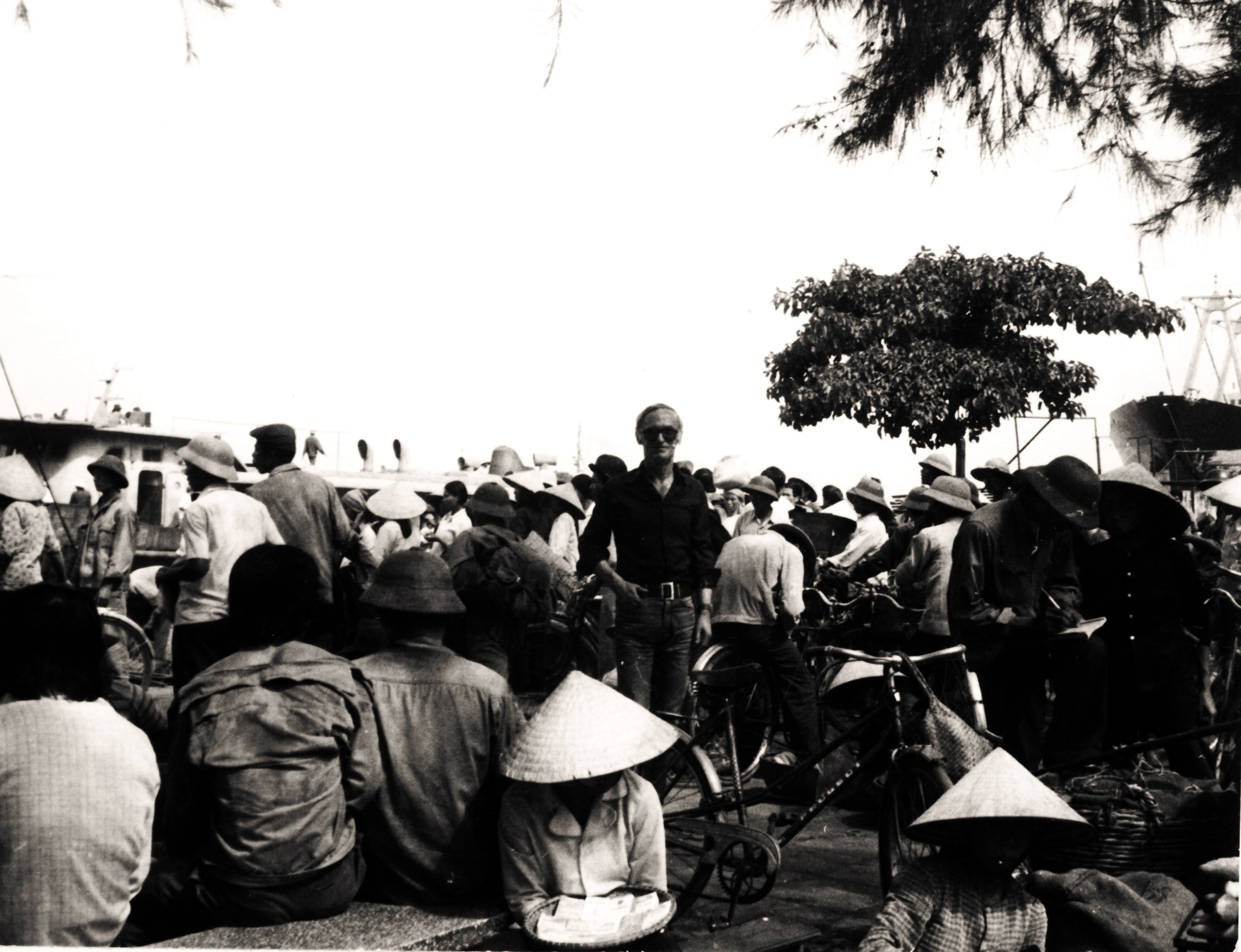
Stanisław Ryszard Chaciński – Wietnam, rok 1981

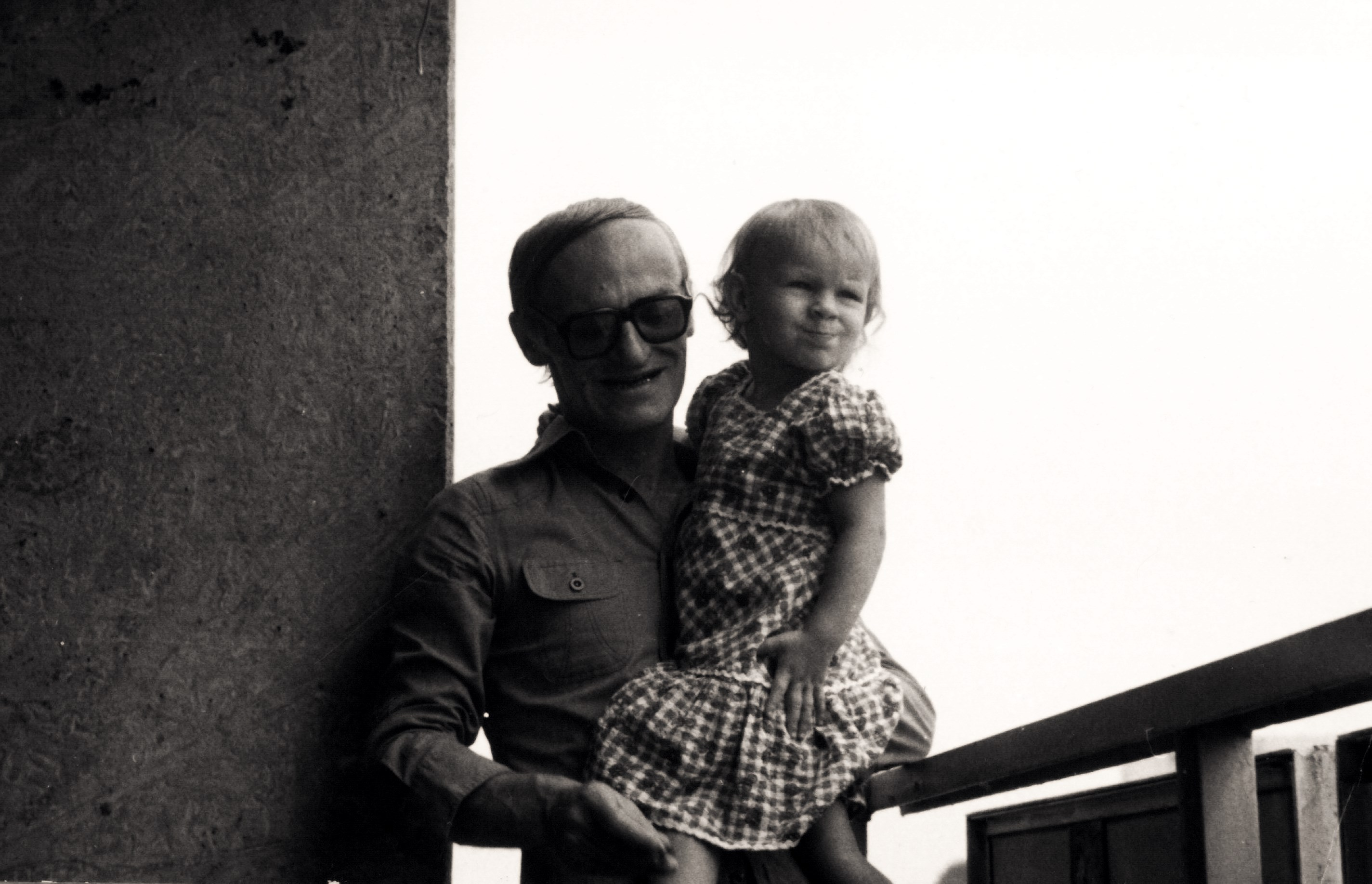
Stanisław Ryszard Chaciński z córką Magdaleną, rok 1981

Pierworodny syn Franciszka Chacińskiego i Janiny z domu Mincberger vel Zaborowska. Wychowywał się z dwiema młodszymi siostrami – Joanną Krystyną (ur. 1942) oraz Ewą (ur. 01.12.1948, zm. 16.11.2018). Od urodzenia mieszkał w Sokołowie Podlaskim przy ul. Wyspiańskiego 19, następnie od 15.05.1944 w Piastowie k. Warszawy przy ul. Kościuszki 1, później w Radomiu przy ul. Żeromskiego 48. Po zakończeniu wojny mieszkał w Szczecinie przy ul. Konopnickiej 37, następnie w lutym 1950 wraz z rodziną przeprowadza się do Wrocławia, gdzie uczył się w V Liceum Ogólnokształcącym.
Debiutował dnia 6 grudnia 1953 na łamach „Wrocławskiego Tygodnika Katolickiego” wierszami: Na Tumskim Ostrowiu i Odlotem ptaków (WTK nr 15), następnie jako reportażysta utworem Tęczowy świat (WTK nr 17).
W roku 1953 był członkiem Koła Młodych Pisarzy przy Oddziale Wrocławskim Związku Literatów Polskich, podejmuje też działania w ramach Korespondencyjnego Klubu Młodych Pisarzy. Współpraca z WTK trwa do roku 1955, publikuje w tym czasie wiersze, opowiadania i reportaże.
W roku 1956 został jednym z założycieli i liderów Wrocławskiej Grupy Artystycznej „Dlaczego Nie”, w której działa do 1957 r.
W tym samym roku rozpoczyna zasadniczą służbę wojskową w charakterze korespondenta redakcji „Żołnierza Ludu” – w jej trakcie dezerteruje, w wyniku czego zostaje skazany na rok ścisłego aresztu wojskowego. Także w 1956 r. zawiera związek małżeński z Małgorzatą Ewą Jezierską (1937–1997), wspólnie zamieszkują przy ul. Nasturcjowej we Wrocławiu. Owocami małżeństwa były dzieci – Artur Jan (1956–1957), Mariola (1957–2012) oraz Jordan Jerzy (1960–1982). Związek ten zakończył się rozwodem w roku 1973.
W latach 1960–1976 publikował w miesięczniku „Odra”, równocześnie w „Agorze” – lata 1966–1968 oraz „Poezja” – lata 1967–1972. W 1962 zajmuje IV miejsce w Turnieju Jednego Wiersza II Kłodzkiej Wiosny Poetyckiej.
Od 1968 członek Związku Literatów Polskich.
Do roku 1975 mieszkał we Wrocławiu, następnie przeprowadził się do Opola, gdzie zostaje pracownikiem miesięcznika „Opole” jako reportażysta, by od 1983 r. pełnić funkcję kierownika działu prozy. W miesięczniku tym zamieszcza swoje reportaże, wiersze i opowiadania, w tym cykl reportaży z dwumiesięcznej podróży po Wietnamie, którą odbył w 1981 r. („Opole” 1982, nr 1–3 i 6). Z początkiem sierpnia 1981 obejmuje stanowisko redaktora naczelnego pisma „Prawda” wydawanego przez Zarząd Regionu Śląska Opolskiego NSZZ „Solidarność”. W tym samym roku brał udział w pracach Klubu Inteligencji Twórczej „Pierwsze Pokolenie” w Opolu. Od roku 1983 publikuje w miesięczniku „Opole” stały felieton pt. „Spod paragrafu”, który podpisuje pseudonimem „Jerzy Jordan”. Pseudonimem tym w oczywisty sposób nawiązuje do zmarłego rok wcześniej syna.
W 1977 r. zawarł związek małżeński z Janiną Kozioł. Rok później zostaje członkiem Stowarzyszenia Dziennikarzy Polskich. Drugie małżeństwo kończy się rozwodem w 1985 r., a jego owocem jest córka Magdalena Janina (ur. 1979), której zadedykował swój ostatni tom wierszy – Conocne.
W lutym 1984 bierze udział w reaktywacji opolskiego oddziału Związku Literatów Polskich – obejmując funkcję skarbnika
Pochowany na Cmentarzu Grabiszyńskim we Wrocławiu, pole nr 15A.
Jego nekrolog ukazał się w miesięczniku „Opole” nr 1990 7/10 19, dzienniku regionalnym „Trybuna Opolska” nr 242 (12 107), dzienniku dolnośląskim „Słowo Polskie” nr 246 (13 406). Epitafium publikuje Harry Duda w „Trybunie Opolskiej” nr 245 (12 110).

## Współpraca ze Służbą Bezpieczeństwa PRL
Według publikacji Sebastiana Ligarskiego Twórczy donosiciele. Osobowe źródła informacji w środowiskach twórczych PRL, Stanisław Chaciński zaliczany był do grupy informatorów Służby Bezpieczeństwa.

## Publikacje
- Tematy [wiersze], Związek Literatów Polskich, Wrocław 1957, Arkusz poetycki wyd. „Sygnały” nr 5, s. 16
- Dochodzenie do gruszki [wiersze], Ossolineum, Wrocław 1962, s. 59
- Poza tamto [wiersze], Ossolineum, Wrocław 1967, s. 52
- Jest jak jest. [opowiadania], Wydawnictwo Literackie, Kraków 1968, s. 126
- Pseudonim Norwid., Odra 1969 nr 1
- Kilku, ten sam. [wiersze], Ossolineum, Wrocław 1969, s. 45
- Siedem zdarzeń różnych. [reportaże], Ossolineum, Wrocław 1973, s. 194
- Ciuciubabka [powieść], Wydawnictwo Literackie, Kraków 1973, s. 162
- Wniebogłosy [wiersze], Ossolineum, Wrocław 1973, s. 51
- Złote Koło toczy się czarno [reportaż], Miesięcznik Literacki 1974 nr 8, strony 110-118
- Rafał Wojaczek. Listy do Stanisława Chacińskiego.,  Odra, 1977 nr 5
- Wiersze wybrane, Wydawnictwo Śląsk, Katowice 1981, s. 127
- Bieda za milion [artykuł krytyczny], „Opole”, 1981
- Gorące do czerwoności, Opole R. 17: 1986 nr 6 s. 4–6,
- Jednakowo odległe (Opolu). [wiersz], Pismo Literacko-Artystyczne 1988 1 s. 44
- Przez rozbite okulary (Opolu zapis drugi). [wiersz], Pismo Literacko-Artystyczne 1988 1 s. 44 oraz Opole 1988 12 s. 14
- Notatki dla zjawy. [wiersz], Opole 1988 12 s. 14
- Coraz bliżej, a nie ma gdzie się schować gdzie uciec. [wiersz], Pismo Literacko-Artystyczne 1988 1 s.45
- Pretensja o broń. [wiersz], Pismo Literacko-Artystyczne 1988 1 s. 45
- Akompaniament Magduśce w urodziny szóste. [wiersz], Opole 1988 12 s. 14
- Album. [wiersz], Opole 1988 12 s. 14
- Opowieści z nocności, czyli sny do ujawnienia z tego cyklu: Budulec. Epilog. Panna Młoda. Zaloty wokół nadziei.. [proza], Opole 1988 12 s. 14
- Siedem lat zabijania. [teksty paraliterackie], Opole 1989 nr 1 s. 8–9
- Nowy adres: krajobraz popielnikowy... [wiersz], Opole 1989 nr 2 s. 25
- Lament uwędzonego. [teksty paraliterackie], Opole 1989 nr 4 s. 8–9, 18
- Wywoływanie ducha teatru [recenzja], Opole, 1989 nr 4 s. 23
- Ostatnia wizyta wróbli... [wiersz],  Trybuna Opolska, 1989 117 s. 4
- Porozmawianie z Magduśką w urodziny dziewiąte. [wiersz], Trybuna Opolska 1989 209 s. 4
- Czuwali i pałowali [proza], Opole 1990 1, s. 12–13
- Conocne [wiersze], Wers, Opole 1990, wyd. 1, s. 36

Znana jest także szczątkowo zachowana korespondencja z Rafałem Wojaczkiem wraz z jednym niewysłanym listem, listy do Antoniego Kuczyńskiego, do Jana Pawła Krasnodębskiego i Tymoteusza Karpowicza.
Rękopisy listów Rafała Wojaczka do Chacińskiego są przechowywane w Instytucie Mikołowskim.

## Chronologia wierszy[11]
Numeracja przy utworach mówi o kolejności prac nad tekstami (numeracja własna autora)
1953 r.
- (1) Na Ostrowiu Tumskim
- (2) Odlot Ptaków

1954 r.
- (3) Złota rzeka pieśni
- (4) Imię
- (5) Serenada
- (6) Trzecia zmiana
- (7) Burza
- (8) O życie
- (9) Pejzaż odległy
- (10) Gwiazda na molo
- (11/11) Gdańsk

1955 r.
- (12) Straszny wiersz
- (13) Smutne miasto
- (14) Kolumbowie
- (15) Podróż cisz
- (16) Senność
- (17) Tworzenie
- (18) Yeti
- (19) Michał Kajka
- (20) Noc w leśniczówce
- (21) Piosenka
- (22) Jakaś uliczka
- (23/3) Złota rzeka pieśni
- (23) Dziecko i poeta
- (24) Skarga
- (26/25) Z listów do Małgorzaty

1956 r.
- (26) Matka
- (27) Czekając na wyrok
- (28) Piękno życia
- (29) Ballada o rdzewiejącej krwi
- (30) Jak przemija miłość
- (32/31) Wróżba

1957 r.
- (32) Zadumanie
- (34/15) Podróż Cisz
- (35/27) Czekając na wyrok

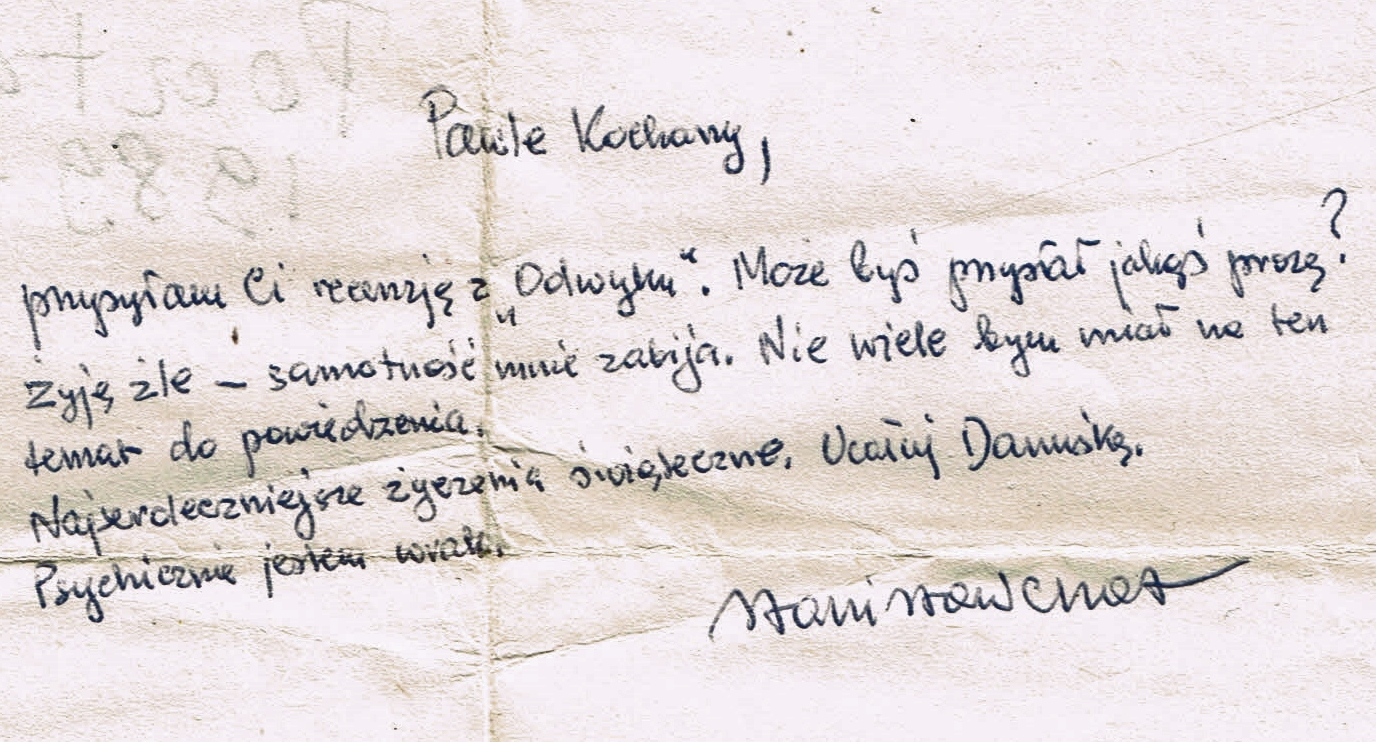
List do Jana Pawła Krasnodębskiego, rok 1989/90

- (33) Znaleziona w dole powieszonych
- (37/28) Piękno życia
- (38/26) Matka
- (39/17) Tworzenie
- (34) Czegoś brak
- (35) Wiersz o ciotce
- (36) Podróż
- (43/24) Skarga
- (37) Na świat
- (38) Kim jesteś
- (39) Ten moment
- (40) Przez śnieg
- (41) Studium mojego domu
- (42) Fotografia aktualna
- (43) Kompozycja
- (44) Motyl niepotrzebny
- (45) Las droga i ci którzy idą
- (46) Niewidomy widzę ją
- (47) Ballada
- (48) Pięć płatków bzu
- (49) Dzień zwyczajny
- (50) Kiedy słońce zachodzi
- (58/29) Ballada o rdzewiejącej krwi
- (51) Okaryna i obłok
- (60/41) Studium mojego domu
- (52) Kłodzko z rynku
- (62/40) Przez śnieg
- (53) Żołnierz i słowa
- (54) po co
- (55) akt
- (56) zwierzęta i ludzie w zoo
- (57) jak odchodziła
- (58) przemarsz
- (59) dwudziesta czwarta godzina służby
- (70/55) akt
- (60) brak ziemi
- (72/61) wcielenia

1958 r.
- (73/54) po co (wo zu)
- (62) erotyczna pantomima
- (63) obudź mnie
- (64) kontemplacja deski w podłodze
- (65) dochodzenie do gruszki
- (78/66) w chwili olśnienia

1959 r.
- (67) wstępowanie do pałacu cebuli
- (80/68) uwaga na temat parzenia raka

1960 r.
- (69) na plaży
- (82/44) motyl niepotrzebny
- (70) erotyk spełniony
- (71) nawet mój but
- (72) wstępowanie do pałacu cebuli
- (86/72) wstępowanie do pałacu cebuli
- (73) Kłodzko w pionie
- (74) opisanie płonącej świecy
- (89/19) Michał Kajka

1961 r.
- (90/72) wstępowanie do pałacu cebuli
- (91/73) Kłodzko w pionie
- (75) urzędniczki
- (93/52) Kłodzko z rynku
- (76) Gauguin
- (95/63) obudź mnie
- (96/75) urzędniczki
- (97/41) studium mego domu

## Rękopisy
W zbiorach rękopisów akcesyjnych Zakładu Narodowego im. Ossolińskich znajdują się następujące pozycje:
1. Akc. 248/70. Stanisław Chaciński: Utwory wierszem i prozą. Zał. list T. Karpowicza do S. Chacińskiego. K. 82.
2. Akc. 161/94. Papiery Stanisława Chacińskiego. Wniebogłosy. Zbiór wierszy. Autograf, maszynopis. Teczka 1.
3. Akc. 162/94. Papiery Stanisława Chacińskiego. Reportaże do „Trybuny Opolskiej” i „Siedem zdarzeń różnych”. Teczek 3.
4. Akc. 165/94. Papiery Stanisława Chacińskiego. Materiały różne (dot. pobytu w Wietnamie i wiersze różnych autorów). Teczka 1.
5. Akc. 39/04. Listy Stanisława Chacińskiego do Antoniego Kuczyńskiego. Sztuk 4.
6. Akc. 36/19. Archiwum Stanisława Dróżdża. Artykuły i recenzje różnych osób dotyczące poezji konkretnej. Lit. C-D. M.in. Chaciński Stanisław, Church Margaret, Cichowicz Stanisław, Cirlić-Straszyńska Danuta, Claus Carlfriedrich, Cloutier Cecile, Czerwiński Marcin, Czopik Jan, Doležal Bohumil, Domanowska Eulalia, Drahan Roman, Drozdek Adam, Drozdowski Andrzej, Dróżdż Stanisław, Dubowik Henryk. Teczka 1.

## Filmografia
- „Ptak o którym trochę wiem”, WFDiF Warszawa 1983